# Royaume d'Héréthie
Royaume d'Héréthie
ჰერეთის სამეფო 
Le royaume d'Hérétie ( géorgien : ჰერეთის სამეფო, romanisé en Heretis Samepo, aussi nommé Hérétie ou Héréti ) fut une monarchie géorgienne médiévale qui a émergé dans le Caucase à la frontière ibéro- albanaise. De nos jours elle correspond approximativement à la partie sud-est de la région de Kakhétie en Géorgie et à une partie des districts du nord-ouest de l'Azerbaïdjan.
Selon les dires traditionnels, le nom de la province provient du patriarche légendaire « Heros », fils de Thargamos, qui fonda la ville semi legendaire d'Héréthie (plus tard connue sous le nom de Khoranta) proche des rives de la rivière Alazani.

## Prémices
Depuis plusieurs centaines d'années, l'Héréthie fut sous la domination de l'Albanie du Caucase. Avec la chute de cette dernière, la région fut progressivement incorporée au royaume d'Ibérie en devenant l'un de ses duchés ( saeristavo ) au Ve siècle. Dès lors la population devint géorgienne assez rapidement. C'est à cette époque que le nom d'Héréthie apparaît pour la première fois dans les sources géorgiennes. la région était peuplée d'Albanais du Caucase, de Daghestanais, d'Arméniens, de Perses et de Géorgiens. Les échanges avec la Perse et l'Arménie permirent à l'Héréthie d'accumuler de nombreuses richesses et de développer un réseau de villes riches et florissantes.
En récompense à l'aide apportée lors de l'occupation arabe, le souverain ibérique ( erismtavari ) Artchil offra l'Héréthie aux Bragatides dans les années 740-750. Après la mort des derniers princes ibériques Ioané et Djouanscher, les seigneurs héréthiens étendirent leurs domaines et établirent en 787 une principauté indépendante ( samtavro ) avec pour capitale la ville de Shaki.

## Histoire
Son premier dirigeant enregistré, Sahl Smbatean, massacra la famille royale albanaise du Caucase ( Mihranides ) en 822 et se déclara « Shah d'Arran », s'attirant les faveurs du califat en trahissant le zoroastrien Babak Khorramdin, il fut reconnu comme le dirigeant d'Arran. Sahl s'attira plus tard la méfiance des Arabes, fut arrêté et envoyé à Bagdad ; il fut remplacé par son fils Adarnase Ier et son petit-fils, Grigol Hamam . La principauté acquit une force et un prestige considérables en 893, permettant au prince Grigol Hamam d'être couronné roi.
Alarmé par la puissance croissante du royaume hérétien, Kvirike Ier, le souverain de la principauté voisine de Kakhétie, s'allia au roi Constantin III d'Abkhazie et, en 915, fit campagne contre le roi Adarnase II Patrikios. Les alliés occupèrent et divisèrent le pays, mais pour une courte période, car Adarnase Patrikios reconquit bientôt ce qui avait été perdu. Le royaume a survécu aux attaques kakhétiennes mais a perdu l'Albanie caucasienne au profit de son voisin sallaride ( Azerbaïdjan iranien ). Adarnase épousa la reine Dinar, fille d'Adarnase III de Tao, avec qui il eut un fils Ishkhanik.

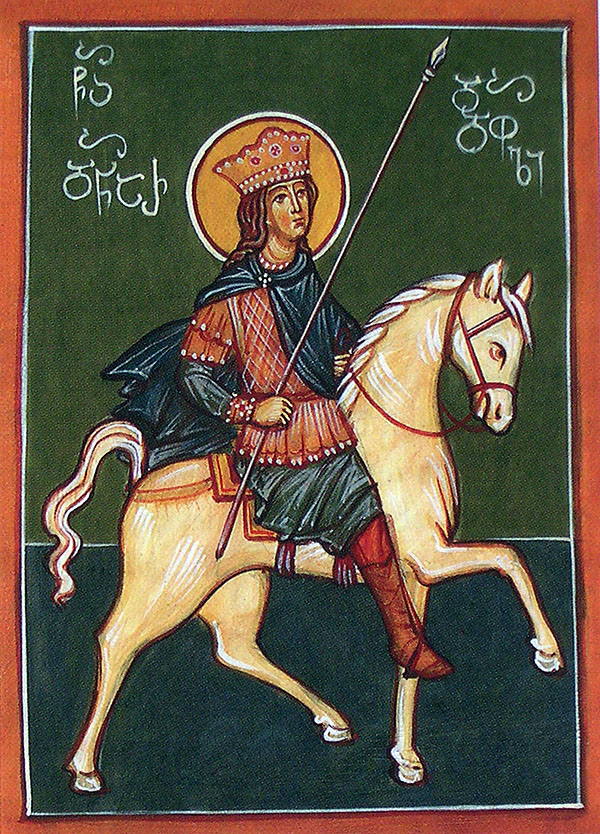
Reine régnante Dinar.

Ishkhanik était le fils et le successeur d'Adarnase Patrikios. Sous Ishkhanik, l'Héréthie fut obligé de reconnaître la suprématie de son voisin le plus fort, la Principauté de Daylam, dirigée par la dynastie Salaride. Selon les Chroniques géorgiennes, la reine Dinar, sous le règne de son fils Ishkhani, convertit l'Héréthie à la confession orthodoxe géorgienne orientale et abandonna la confession orthodoxe albanaise orientale au 10e siècle. En 950, Ishkhanik profita de la lutte acharnée pour le pouvoir dans l'État sallaride et cessa de payer tribut, rétablissant ainsi son indépendance.
Le prochain souverain héréthien, Jean (Ioane Senekerim, 951–959), atteignit pendant son règne le royaume d'Heréti à un apogée de puissance et de prestige, principalement après l'annexion de la rive droite de l'Albanie caucasienne. L'historien arménien Movses Kaghankatvatsi le qualifie de « restaurateur du Royaume d'Albanie ». Plus tard, il annexa des parties de la Kakhétie et adopta le titre de « Roi des Tsanars ». Jean avait de bonnes relations avec les représentants de la dynastie Sallaried et avec David III Kuropalates de Tao . Comme son père et sa grand-mère la reine Dinar, il a beaucoup contribué à la conversion de son royaume. Il meurt en 959 sans héritier.
La région fut alors disputée entre le souverain de Kakhétie, David ( c. 976-1010), et le roi géorgien Bagrat III qui cherchait à réunir toutes les terres géorgiennes en une seule monarchie. Le prochain souverain kakhétien, déjà titré roi, Kvirike III le Grand (1010-1037) a finalement absorbé l'Héréthie dans son royaume de Kakhétie-Héréthie dans les années 1020. Lorsque le roi géorgien David le Bâtisseur prit le contrôle du royaume en 1104, l'Héréthie devint un saeristavo (c'est-à-dire un duché) au sein du royaume géorgien. La domination géorgienne sur l'ancien royaume a été interrompue par les Atabegs d'Azerbaïdjan, l'Empire Khwarezmid et la domination Ilkhanide. Après la désintégration finale de la monarchie géorgienne unifiée en 1466,la région passa sous la couronne kakhétienne. Par la suite, le nom de la province elle-même a progressivement disparu des archives historiques et de l'usage public en raison des règnes successifs des Kara Koyunlu, des Aq Qoyunlu, des Safavides, des Afsharid et des Ottomans.

## Les rois, reines et princes
| Règle              | Règne        | titre  | Remarques                      |
| ------------------ | ------------ | ------ | ------------------------------ |
| 1. Sahl Eṙanshahik | 815–840      | Prince |                                |
| 2. Adarnase (I)    | 840–865      | Prince |                                |
| 3. Hammam Grigol   | 865–897      | Roi    | (depuis 893)                   |
| 4. Adarnase (II)   | 897–943      | Roi    |                                |
| 5. Ishkhanik       | 943–c. 962   | Roi    |                                |
| 6. Jean Senekerim  | vers 965–995 | Roi    | est devenu « Roi des Tsanars » |
| 7. Dinar           | vers 1010    | Reine  |                                |